# Dacus freidbergi
Dacus freidbergi är en tvåvingeart som först beskrevs av Munro 1984.  Dacus freidbergi ingår i släktet Dacus och familjen borrflugor.
Artens utbredningsområde är Uganda. Inga underarter finns listade i Catalogue of Life.